# Real Academia de Bellas Artes y Ciencias Históricas de Toledo
La Real Academia de Bellas Artes y Ciencias Históricas de Toledo fue fundada el día 11 de junio de 1916 por un grupo de profesores de Historia y Artes, y reconocida oficialmente con categoría de Primera Clase por Real Orden del Ministerio de Instrucción Pública y Bellas Artes de 29 de mayo de 1919.

## Descripción
La finalidad de esta Corporación es el estudio y cultivo de las Bellas Artes y de las Ciencias Históricas en todas sus manifestaciones, con preferente atención al estudio, divulgación y defensa del patrimonio cultural, de carácter histórico y artístico de Toledo y su provincia.[cita requerida]
La Corporación consta de un máximo de 25 Académicos Numerarios, distribuidos en las secciones Historia y Bellas Artes, de obligada residencia en Toledo.[cita requerida] Los académicos correspondientes constan de un número ilimitado y se elegirán entre aquellos que hayan realizado trabajos de índole artística, literaria o histórica.[cita requerida] Los académicos honorarios se elegirán entre las personas que por sus relevantes conocimientos artísticos, literarios, históricos o científicos, o por los servicios extraordinarios prestados a la Corporación sean conceptuadas como acreedoras a figurar en tan prestigiosa categoría. Su número no podrá exceder de ocho.[cita requerida]

## Sede
Desde 1917, la sede estuvo situada en la Casa de Mesa de la calle de Esteban Illán hasta diciembre de 2014. Se iniciaron trámites para trasladarse a la sede actual del edificio de la Sindicatura de Cuentas de la calle de la Plata, que antes fue la Cámara Oficial de la Propiedad Urbana.